# Anarchy (Busta Rhymes)
Anarchy è il quarto album in studio del rapper statunitense Busta Rhymes, pubblicato il 20 giugno 2000 dalla Flipmode Records e Elektra Records.

## Tracce
1. Intro: The Current State of Anarchy – 2:27
2. Salute Da Gods!! – 3:47 (Trevor Smith, George Spivey, Thom Bell, Linda Creed)
3. Enjoy Da Ride – 3:37 (Trevor Smith, James Yancey)
4. We Put It Down For Y'all – 3:30 (Trevor Smith, Kasseem Dean)
5. Bladow!! – 3:40 (Trevor Smith, Scott Storch)
6. Street Shit – 3:54 (Trevor Smith, Justin Smith)
7. Live It Up – 3:42 (Trevor Smith, James Yancey)
8. Fire – 2:50 (Trevor Smith, Nickolas Ashford, Valerie Simpson)
9. All Night – 3:44 (Trevor Smith, Kasseem Dean)
10. Show Me What You Got – 3:43 (Trevor Smith, James Yancey, Lætitia Sadier, Tim Gane)
11. Get Out!! – 3:04 (Trevor Smith, Dominick Lamb, Darryl Sloan, Frank Loesser)
12. The Heist (feat. Ghostface Killah, Raekwon & Roc Marciano) – 4:17 (Trevor Smith, Roc MarcianoRahkeim Meyer, Dennis Coles, Corey Woods)
13. A Trip Out of Town – 5:25 (Trevor Smith, Dominick Lamb, Darryl Sloan, Eugene Raskin)
14. How Much We Grew – 4:55 (Trevor Smith, Michael Gomez)
15. Here We Go Again (feat. Flipmode Squad) – 3:29 (Trevor Smith, Roger McNair, Rashia Fisher, William Lewis, Leroy Jones, Justin Smith)
16. We Comin' Through – 3:00 (Trevor Smith, George Spivey)
17. Come On All My Niggas, Come On All My Bitches – 2:55 (Trevor Smith, George Spivey)
18. Make Noise (feat. Lenny Kravitz) – 3:18 (Trevor Smith, Dana Stinson)
19. Ready For War (feat. M.O.P) – 4:18 (Trevor Smith)
20. Why We Die (feat. DMX & Jay-Z) – 3:59 (Trevor Smith, Earl Simmons, Shawn Carter)
21. Anarchy – 4:13 (Trevor Smith, Dominick Lamb, Darryl Sloan)
22. Outro – 0:46

## Successo commerciale
Anarchy ha esordito al 4º posto della Billboard 200 con 168 000 copie vendute, segnando il suo terzo ingresso nella top 10 della classifica statunitense. L'album è rimasto 14 settimane in classifica ed è certificato disco di platino.

## Classifiche

### Classifiche settimanali
| Classifica (2000) | Posizione massima |
| ----------------- | ----------------- |
| Francia           | 54                |
| Germania          | 63                |
| Nuova Zelanda     | 50                |
| Paesi Bassi       | 87                |
| Regno Unito       | 38                |
| Stati Uniti       | 4                 |
| Svizzera          | 65                |

### Classifiche di fine anno
| Classifica (2000) | Posizione |
| ----------------- | --------- |
| Stati Uniti       | 157       |